# Бразильсько-пакистанські відносини
Бразильсько-пакистанські відносини - двосторонні відносини між Бразилією та Пакистаном. Дипломатичні відносини встановлені у 1947.

## Історія
У 2008 Бразилія схвалила продаж 100 MAR-1 (протирадіолокаційна ракета) до Пакистану незважаючи на тиск Індії. Міністр оборони Бразилії Нельсон Джобім назвав ці ракети дуже ефективним способом контролю польотів військових літаків і заявив, що угода з Пакистаном коштувала 85 мільйонів євро (167,6 млн доларів США). У відповідь на реакцію Індії він сказав, що Бразилія веде переговори з Пакистаном, а не з терористами, і щоб скасувати цю угоду, потрібно довести причетність до терористичної діяльності пакистанського уряду.
У 2013 британська медіакорпорація BBC заявила, що 5% бразильців оцінюють політику Пакистану позитивно, а 63% висловлюють негативну думку. 27% пакистанців оцінюють політику Бразилії позитивно, а 26% негативно.